# Тивола (тауншип, Миннесота)
Тивола (англ. Toivola) — тауншип в округе Сент-Луис, Миннесота, США. На 2000 год его население составило 196 человек.

## География
По данным Бюро переписи населения США площадь тауншипа составляет 186,3 км², из которых 185,6 км² занимает суша, а 0,7 км² — вода (0,38 %).

## Демография
По данным переписи населения 2000 года здесь находились 196 человек, 75 домохозяйств и 54 семьи. Плотность населения — 1,1 чел./км². На территории тауншипа расположено 95 построек со средней плотностью 0,5 построек на один квадратный километр. Расовый состав населения: 95,92 % белых, 1,02 % азиатов, 0,51 % — других рас США и 2,55 % приходится на две или более других рас. Испанцы или латиноамериканцы любой расы составляли 2,04 % от популяции тауншипа.
Из 75 домохозяйств в 18,7 % воспитывались дети до 18 лет, в 64,0 % проживали супружеские пары, в 5,3 % проживали незамужние женщины и в 28,0 % домохозяйств проживали несемейные люди. 22,7 % домохозяйств состояли из одного человека, при том 6,7 % из — одиноких пожилых людей старше 65 лет. Средний размер домохозяйства — 2,32, а семьи — 2,67 человека.
19,9 % населения — младше 18 лет, 5,1 % — в возрасте от 18 до 24 лет, 28,6 % — от 25 до 44, 30,1 % — от 45 до 64, и 16,3 % — старше 65 лет. Средний возраст — 42 года. На каждые 100 женщин приходилось 96,0 мужчин. На каждые 100 женщин старше 18 приходилось 98,7 мужчин.
Средний годовой доход домохозяйства составлял 27 321 доллар, а средний годовой доход семьи — 40 417 долларов. Средний доход мужчин — 24 167 долларов, в то время как у женщин — 18 750. Доход на душу населения составил 12 252 доллара. За чертой бедности находились 5,8 % семей и 9,2 % всего населения тауншипа, из которых 10,3 % старше 65 лет.